# Subida al Naranco
La Subida al Naranco (it.: Salita al Naranco) era una corsa in linea di ciclismo su strada maschile che si svolgeva nella regione delle Asturie, in Spagna, ogni anno nel mese di maggio. Dal 2005 fece parte del calendario dell'UCI Europe Tour classe 1.1.

## Storia
Nata nel 1941, ha subito due lunghe interruzioni tra la metà degli anni quaranta e la fine degli anni cinquanta, e tra la metà degli anni sessanta ed il 1981, anno in cui è ripresa. Da allora si è disputata regolarmente intorno ai primi di maggio, facendo da preludio al Giro delle Asturie, corsa a tappe che si svolge nella regione. Dal 2011 ha cessato di esistere come corsa autonoma, venendo integrata nel Giro delle Asturie di cui è divenuta la frazione conclusiva.
Il record di vittorie appartiene allo spagnolo Fermín Trueba, che lo ha stabilito vincendoa la corsa tre volte negli anni '40, e da allora è rimasto imbattuto.

## Percorso
Il percorso risulta piuttosto impegnativo, soprattutto a causa dell'arrivo in salita sul monte Naranco, detto anche "cima Tarangu" in onore e memoria di José Manuel Fuente "El Tarangu", famoso scalatore asturiano degli anni settanta.

## Albo d'oro
Aggiornato all'edizione 2010.
| Anno    | Vincitore                | Secondo                     | Terzo                   |
| ------- | ------------------------ | --------------------------- | ----------------------- |
| 1941    | Ulpiano Menéndez         | Emilio Perez Carreno        | José Menendez           |
| 1942    | Fermín Trueba            | Martin Mancisidor           | José Jabardo            |
| 1943    | Delio Rodríguez          | José Lahoz                  | Fermín Trueba           |
| 1944    | Dalmacio Langarica       | Fermín Trueba               | Julian Aguirrezabal     |
| 1945    | Fermín Trueba            | Martin Mancisidor           | José Gutiérrez          |
| 1946    | Fermín Trueba            | Martin Mancisidor           | Enrique Laguna          |
| 1947    | Jesús Loroño             | Luis Sanchez Huergo         | Enrique Laguna          |
| 1948-59 | non disputata            | non disputata               | non disputata           |
| 1960    | Antonio Karmany          | Ángel Rodríguez             | Raúl Rey                |
| 1961    | Antón Barrutia           | Julio San Emeterio          | Eusebio Vélez           |
| 1962    | Raúl Rey                 | José Luis Talamillo         | Federico Bahamontes     |
| 1963    | Antonio Karmany          | Roberto Morales             | Federico Bahamontes     |
| 1964    | Federico Bahamontes      | Fernando Manzaneque         | Luis Otaño              |
| 1965    | Joaquín Galera           | Ventura Diaz                | Antonio Gómez del Moral |
| 1966    | Domingo Perurena         | Júlio Jiménez               | Gregorio San Miguel     |
| 1967-80 | non disputata            | non disputata               | non disputata           |
| 1981    | Marino Lejarreta         | Ángel Arroyo                | Ismael Lejarreta        |
| 1982    | Álvaro Pino              | Pedro Muñoz                 | Ángel Arroyo            |
| 1983    | Vicente Belda            | Pedro Delgado               | Jesús Rodríguez Magro   |
| 1984    | Vicente Belda            | José Patrocinio Jiménez     | Marino Lejarreta        |
| 1985    | Alirio Chizabas          | Julián Gorospe              | Jokin Mujika            |
| 1986    | Marino Lejarreta         | Pedro Delgado               | Carlos Hernández        |
| 1987    | Peter Hilse              | Reimund Dietzen             | Álvaro Pino             |
| 1988    | Marino Alonso            | Vicente Belda               | Reimund Dietzen         |
| 1989    | Peter Hilse              | Miguel Indurain             | Álvaro Pino             |
| 1990    | Laudelino Cubino         | Enrique Aja                 | Iñaki Gastón            |
| 1991    | Juan Carlos Romero       | Oliverio Rincón             | Laudelino Cubino        |
| 1992    | Tony Rominger            | Francisco Javier Mauleón    | Laudelino Cubino        |
| 1993    | Jesús Montoya            | Oliverio Rincón             | José María Jiménez      |
| 1994    | José Manuel Uría         | Pedro Delgado               | Julcio Barcina          |
| 1995    | Abraham Olano            | Fernando Escartín           | José Manuel Uría        |
| 1996    | Francisco Javier Mauleón | Ramon González Arrieta      | Marcos Serrano          |
| 1997    | Roberto Heras            | José María Jiménez          | Daniel Clavero          |
| 1998    | José Luis Rubiera        | Roberto Heras               | Aitor Osa               |
| 1999    | Santiago Blanco          | Miguel Á. Martín Perdiguero | Roberto Laiseka         |
| 2000    | José Luis Rubiera        | Carlos Sastre               | Fabian Jeker            |
| 2001    | Claus Michael Møller     | Óscar Sevilla               | Eladio Jiménez          |
| 2002    | Gonzalo Bayarri          | Aitor Osa                   | Óscar Sevilla           |
| 2003    | Leonardo Piepoli         | Francisco Mancebo           | Alberto López de Munain |
| 2004    | Iban Mayo                | Miguel Á. Martín Perdiguero | Leonardo Piepoli        |
| 2005    | Rinaldo Nocentini        | Jon Bru                     | Danail Andonov Petrov   |
| 2006    | Fortunato Baliani        | Kanstancin Siŭcoŭ           | Eladio Jiménez          |
| 2007    | Koldo Gil                | Francisco Mancebo           | Pedro Arreitunandia     |
| 2008    | Xavier Tondó             | Koldo Gil                   | Stefano Garzelli        |
| 2009    | Romain Sicard            | Nuno Ribeiro                | David López García      |
| 2010    | Santiago Pérez           | Andrés Antuña               | Luis Laverde            |